# 日本艺术院
日本艺术院（日语：〔〕／ Nihon Geishutsuin），是日本文部科学省文化厅下属的特别机构。

## 概要
日本艺术院，是为了向在艺术上取得卓越成绩的艺术家提供优厚待遇的荣誉性机构（据《日本艺术院令》第1条）。会员名额在120人以内（上述规定第2条），实行会员终身制。该院也负责进行日本艺术院奖或恩赐奖的颁奖事务。
该院前身为根据帝国艺术院官制而设立的帝国艺术院。目前，根据文部科学省设置法，属于文化厅的下属特别机关之一。办公地点在东京都台东区上野公园内的日本艺术院会馆。

## 沿革
- 1907年 制定美术审查委员会官制，每年举办文部省美术展览会，由该委员会审查出展品
- 1919年 制定帝国美术院规定，创设帝国美术院，废止美术审查委员会官制
- 1935年 制定帝国美术院官制，废止帝国美术院规定
- 1937年 制定帝国艺术院官制，废止帝国美术院官制
- 1947年 改称日本艺术院
- 1949年 文部省设置法施行，设立现行的日本艺术院，废止帝国艺术院官制，制定日本艺术院令[4]

## 组织构成
- 第1部 美术
  - 第1分科 日本画
  - 第2分科 洋画
  - 第3分科 雕塑
  - 第4分科 工艺
  - 第5分科 书法
  - 第6分科 建筑
- 第2部 文艺
  - 第7分科 小说・戏曲　
  - 第8分科 诗歌
  - 第9分科 评论・翻译
- 第3部 音乐・演剧・舞蹈
  - 第10分科 能乐
  - 第11分科 歌舞伎
  - 第12分科 文乐
  - 第13分科 邦乐
  - 第14分科 洋乐
  - 第15分科 舞蹈
  - 第16分科 演剧

## 历任院长
- 森鸥外（1919年帝国美术院首任院长、1922年逝世）
- 黑田清辉（第二代院长、1924年逝世）
- 清水澄（1935年帝国美术院长、47年逝世）
- 高桥诚一郎（1948年日本艺术院长－1978年）
- 有光次郎（1979－90）
- 犬丸直（1990－2004）
- 三浦朱门（2004－2014）
- 黑井千次（2014－2020）
- 高階秀爾（2020-至今）[5]

## 关联条目
- 恩赐奖 (日本艺术院)
- 日本美术展览会
- 日本學士院